# Sherlock Holmes und das Halsband des Todes
Sherlock Holmes und das Halsband des Todes ist ein Sherlock-Holmes-Film von Terence Fisher aus dem Jahr 1962. Das Drehbuch, das sehr lose auf Arthur Conan Doyles Roman Das Tal der Angst basiert, schrieb Curt Siodmak.

## Handlung
Sherlock Holmes und Dr. Watson sind auf der Suche nach dem wertvollen, angeblich mit einem Fluch beladenen Halsband von Kleopatra, das verschwand, kurz nachdem es von dem Archäologen Professor Moriarty in Ägypten entdeckt worden war. Sie vermuten, dass der geniale, aber skrupellose Wissenschaftler im Besitz des Schmuckstücks ist, doch Inspektor Cooper von Scotland Yard schenkt dieser Annahme keinen Glauben. Die Spur führt zu Moriartys Expeditionskollegen Peter Blackburn, der das Halsband bei den Ausgrabungsarbeiten gestohlen hatte. Moriarty lässt ihn umbringen und beschafft sich das Halsband, das er in einem Sarkophag versteckt. Holmes spürt es dort auf und übergibt es Inspector Cooper. Als das Halsband auf dem Weg zum Auktionshaus ist, wo es versteigert werden soll, lässt Moriarty den Polizeitransporter überfallen. Da Holmes sich bei den Gangstern eingeschlichen hat, kann er das Halsband wieder an sich bringen, sodass es doch noch versteigert werden kann; Moriarty, der es schon in seinem Besitz glaubte, muss widerwillig seine Echtheit bestätigen.

## Kritik
Segnalazione Cinematografiche monierte, der Film reduziere die Erzählung auf Banalitäten und sei eine schlampige Umsetzung mit bescheidenen Regie- und Darstellerleistungen. Dagegen fand das Lexikon des internationalen Films, er sei ein „[a]müsantes Detektivspiel im Gewand der Jahrhundertwende, das dem eigentümlichen Reiz der Holmes-Abenteuer von Arthur Conan Doyle recht nahekommt.“ Der Evangelische Film-Beobachter zog folgendes Fazit: „Leichtgewichtige Kriminalunterhaltung ohne Härten, deren kauziger Verspieltheit leider der letzte Schliff fehlt.“